# Мужчине живётся трудно. Фильм 43: Торадзиро берёт отпуск
«Мужчине живётся трудно. Фильм 43: Торадзиро берёт отпуск» (яп. 男はつらいよ　寅次郎の休日, отоко-ва цурай ё торадзиро-но кюдзицу; англ. Tora-san Takes a Vacation (Tora-san 43) — японская комедия режиссёра Ёдзи Ямады, вышедшая на экраны в 1990 году. 43-й фильм популярного в Японии киносериала о комичных злоключениях незадачливого чудака Торадзиро Курума, или по-простому Тора-сана. По результатам проката фильм посмотрели 2 млн. 083 тыс. японских зрителей.

## Сюжет
Мицуо вступает в спор со своими родителями Сакурой и Хироси из-за воспоминаний о своей девушке Идзуми Ойкаве. Но внезапно, поминаемая ими Идзуми появляется на пороге их дома в Сибамате. Мицуо, естественно очень взволнован и обрадован, тому что она пришла. Она же, вся в расстроенных чувствах, так как её одолевают мысли о своих родителях. Отец Идзуми оставил безутешную мать ради другой женщины, с которой, как говорят, он живёт на Кюсю. Мицуо решает помочь Идзуми найти отца. В то время как молодые люди покидают дом, следом появляется Рэйко, мать Идзуми, которая обеспокоена исчезновением дочери. В это же время возвращается из своих странствий по стране Торадзиро. Вникнув в суть дела, он готов помочь несчастной женщине, и они вдвоём с Рэйко решают отправиться на Кюсю, чтобы встретиться с подростками.

## В ролях
- Киёси Ацуми — Торадзиро Курума (или Тора-сан)
- Тиэко Байсё — Сакура, сестра Торадзиро
- Кумико Гото — Идзуми Ойкава, подруга Мицуо
- Хидэтака Ёсиока — Мицуо Сува, сын Сакуры и Хироси, племянник Тора-сана
- Мари Нацуки — Рэйко, мать Идзуми
- Акира Тэрао — Кадзуо, отец Идзуми
- Ёсико Миядзаки — Сатиэ, возлюбленная Кадзуо
- Гин Маэда — Хироси, муж Сакуры
- Масами Симодзё — Тацудзо Курума, дядя Тора-сана
- Тиэко Мисаки — Цунэ Курума, тётя Тора-сана
- Хисао Дадзай — Умэтаро, босс Хироси
- Тисю Рю — Годзэн-сама, священник

## Премьеры
- — национальная премьера фильма прошла 22 декабря 1990 года в Токио[1]

## Награды и номинации
Премия Японской киноакадемии
- 14-я церемония вручения премии (1991)[3]

Номинации:
- лучший актёр второго плана — Хидэтака Ёсиока (ex aequo: «Мужчине живётся трудно. Фильм 42: Дядя Торадзиро»)
- лучшая актриса второго плана — Кумико Гото (ex aequo: «Мужчине живётся трудно. Фильм 42: Дядя Торадзиро»)